# 경매 이론
경매 이론은 경매 시장에서 입찰자가 행동하는 방식을 다루고 경매 시장의 특징이 예측할 수 있는 결과에 성과급을 제공하는 방법을 연구하는 경제학의 응용 분야이다. 경매 이론은 실제 경매를 설계하는 데 사용되는 도구이다. 판매자는 경매 이론을 사용하여 더 높은 매출을 올리는 동시에 구매자가 더 낮은 비용으로 조달할 수 있도록 한다. 구매자와 판매자 사이의 가격 협상은 경제적 균형을 이룬다. 경매 이론가는 시장 실패로 이어질 수 있는 문제를 해결하기 위해 경매 규칙을 설계한다. 이러한 일련의 규칙의 설계는 다양한 정보 설정 중에서 최적의 입찰 전략을 장려한다. 2020년 노벨 경제학상은 "경매 이론의 개선과 새로운 경매 형식의 발명"으로 폴 밀그럼 과 로버트 윌슨에게 수여되었다.

## 소개
경매는 한 무리 입찰자의 자원 할당에 관한 일련의 규칙을 적용하여 거래를 쉽게 한다. 이론가들은 경매를 형식과 정보라는 두 가지 측면에서 다른 경제적 게임으로 간주한다. 형식은 다름과 같은 사항을 정의합니다 : 가격 발표, 입찰 방식, 가격 갱신, 경매 마감, 승자가 선택되는 방식. 경매가 정보와 관련하여 다른 방식은 입찰자 사이에 존재하는 정보의 비대칭성에 관한 것이다. 대부분의 경매에서 각 입찰자는 경쟁자에게 자신이 가진 모든 정보를 공개하지는 않는다. 예를 들어, 입찰자는 보통 자신의 평가액을 다른 입찰자와 판매자에게 알리지 않는다. 그러나 입찰자의 행동은 다른 입찰자의 평가액에 영향을 미칠 수 있다.
1. ↑  “Scientific Background on the Sveriges Riksbank Prize in Economic Sciences in Memory of Alfred Nobel 2020: Improvements to auction theory and inventions of new auction formats” (PDF) (보도 자료). 왕립 스웨덴 과학한림원. 2020/10/12.
2. ↑  “The Prize in Economic Sciences 2020” (PDF) (보도 자료). 왕립 스웨덴 과학한림원. 2020/10/13.